# K. N. Toosi University of Technology

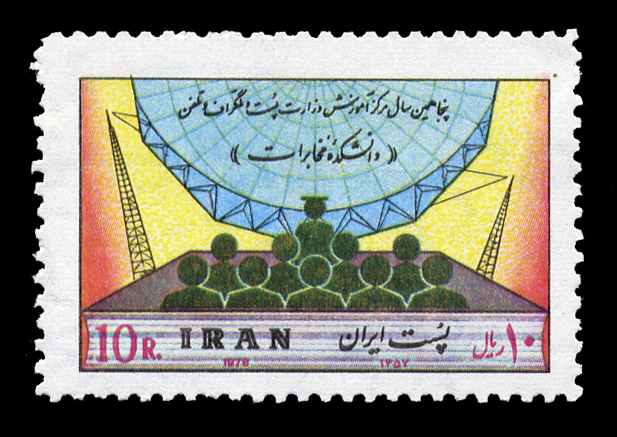
Briefmarke zum 50-jährigen Bestehen der Institution 1978

Die K. N. Toosi University of Technology (KNTU; persisch دانشگاه صنعتی خواجه نصيرالدين طوسی; deutsch K.N. Toosi Technische Universität) ist eine iranische Universität in Teheran. Namensgeber war der mittelalterliche Gelehrte Khajeh Nasir Toosi (1201–1274). Die Universität gilt als eine der renommiertesten staatlichen Bildungsanstalten des Landes. Die Annahme an die Universität ist streng geregelt. Der Eintritt in die Bachelor- und Graduiertenprogramme ist nur für die besten 1 % der Teilnehmer an der universitären Hochschulaufnahmeprüfung im Iran gesichert.

## Geschichte
1928 wurde die „Hochschule für Telekommunikation“ (دانشکده مخابرات) auf Anordnung von Reza Schah Pahlavi gegründet, dies war die Vorläuferorganisation der KNTU; somit zählt letztgenannte zu den ältesten technischen Hochschulen des Landes. 1955 wurde die Universität unter Schah Mohammad Reza Pahlavi weiter ausgebaut. Hinzu kamen eine Fakultät für Bauingenieurwesen und Vermessungswesen, die 1973 durch eine Fakultät für Maschinenbau ergänzt wurden. Nach der islamischen Revolution wurde die Hochschule nach dem schiitischen Gelehrten Nasīr ad-Dīn at-Tūsī benannt und im Jahr 2000 um die Fakultät für Naturwissenschaften, Arbeitsingenieurwesen und Luft- und Raumfahrttechnik erweitert.

## Fakultäten
Folgende Fakultäten existieren auf dem Campus (Gründungsjahr in Klammern):
- Elektrotechnik (1928)
- Bauingenieurwesen (1955)
- Geodäsie und Geowissenschaften (1955)
- Maschinenbau (1973)
- Wissenschaft (1980)
- Industrial Engineering (1998)
- Luft- und Raumfahrttechnik (2006)
- E-Learning Center (2004)

## Bekannte Absolventen
- Mohammad Aliabadi, iranischer Sport- und Olympiafunktionär
- Mostafa Mohammad-Najjar, iranischer Verteidigungs- und Innenminister
- Hasan Moghaddam, iranischer Vater der Langstreckenrakete
- Dariusch Rezaie, iranischer Atomforscher